# Mars 1898

## Événements
- Début de la révolte des Boxers en Chine (fin en 1900).

- 1er mars : élection générale ontarienne de 1898. Les libéraux de Arthur Sturgis Hardy gagnent une majorité.

- 6 mars : des bases militaires européennes sont installées en Chine. À la suite de la convention de 1898, l’Allemagne se taille une zone d’influence en Chine (Qingdao).

- 6 - 7 mars : course automobile entre Marseille et Nice remportée par Fernand Charron sur une Panhard.

- 14 - 16 mars[1] : fondation à Minsk du parti social-démocrate russe (POSDR), par des marxistes et le Bund.

- 27 mars :
  - Le gouvernement des États-Unis demande à l’Espagne un armistice immédiat à Cuba, de supprimer la politique des camps de concentration et d’accepter une médiation américaine pour que Cuba obtînt son indépendance.
  - La Russie se fait céder Port-Arthur (aujourd'hui Lüshun) et la presqu’île de Liaodong à bail pour vingt-cinq ans.

- 28 mars : lois navales du secrétaire d’État à la marine Alfred von Tirpitz adoptés par le Reichstag en Allemagne. Elles prévoient la mise en chantier de 17 cuirassés de ligne, 8 cuirassés côtiers, 35 croiseurs et 2 vaisseaux de ligne. Ce programme ne prétend par rivaliser avec la flotte britannique mais est à la hauteur des ambitions coloniales et commerciales de l’Allemagne.

## Naissances
- 4 mars : Georges Dumézil, philologue, académicien français (fauteuil 40) († 11 octobre 1986).
- 5 mars : 
  - Louis Gueuning (mort en 1971), homme politique belge.
  - Misao Ōkawa, supercentenaire japonaise († 1er avril 2015).
- 6 mars : Eugênia Álvaro Moreyra (morte en 1948), journaliste, actrice et metteuse en scène brésilienne
- 13 mars : Henry Hathaway, cinéaste américain († 11 février 1985).
- 16 mars : Maria Stromberger, infirmière résistante autrichienne au sein du camp de concentration d'Auschwitz († 18 mai 1957).
- 17 mars : Raymond Decorte, coureur cycliste belge († 30 mars 1972).
- 25 mars : Marcelle Narbonne, supercentenaire française († 1er janvier 2012).
- 26 mars : Lucien Choury, coureur cycliste français († 9 mai 1987).
- 31 mars : Hélène Clément-Benois, peintre et décoratrice russe († 7 juillet 1972).

## Décès
- 7 mars : Theodore Davie, premier ministre de la Colombie-Britannique.
- 8 mars : « Frascuelo » (Salvador Sánchez Povedano), matador espagnol (° 23 décembre 1842).
- 15 mars : Aubrey Beardsley, graveur et dessinateur britannique.
- 18 mars : Ladislas Chodzkiewicz, interprète militaire français d'origine polonaise.